# Patrik Nilsson
Patrik Nilsson (* 29. August 1991 in Saltsjöbaden) ist ein ehemaliger schwedischer Triathlet. Er ist sechsmaliger Ironman-Sieger (2014–2021).

## Werdegang
Patrik Nilsson war in seiner Jugend im Schwimmsport aktiv. Ab Herbst 2013 startete er als Triathlon-Profi.

### Schwedischer Rekord Triathlon-Langdistanz 2015
Im Juni 2015 wurde Nilsson Fünfter bei der Weltmeisterschaft auf der Triathlon-Langdistanz. Im August gewann der damals 23-Jährige den Ironman Sweden und stellte einen neuen schwedischen Rekord auf der Langstrecke auf.
Im August 2016 verbesserte Nilsson bei seinem dritten Ironman-Sieg beim Ironman Copenhagen den Streckenrekord auf 7:49:18 Stunden. Damit konnte er den schwedischen Rekord erneut unterbieten und erzielte die damals siebtschnellste Zeit auf der Langdistanz. Bei seinem ersten Start beim Ironman Hawaii belegte er 2017 den achten Rang.
Beim Ironman Germany wurde Nilsson im Juli 2018 Zweiter der Ironman European Championships in Frankfurt am Main. Er startet für das BMC Vifit Pro Triathlon Team. Im April 2019 gewann er den Ironman Texas und stellte einen neuen Streckenrekord ein.
Patrik Nilsson wurde von Frank Jacobsen trainiert.

### Sieger Ironman European Championships 2021
Im August 2021 entschied der 29-Jährige die Ironman European Championships für sich. Im Juli 2024 beendete er im Alter von 32 Jahren seine Profi-Karriere.
Patrik Nilsson lebt mit seiner Partnerin und dem gemeinsamen Sohn in Vallensbæk.

## Sportliche Erfolge

### Triathlon Mitteldistanz
| Datum/Jahr    | Rang | Wettbewerb              | Austragungsort | Zeit     | Bemerkung                                   |
| ------------- | ---- | ----------------------- | -------------- | -------- | ------------------------------------------- |
| 1. Feb. 2019  | 2    | Ironman 70.3 Dubai      | Dubai          | 03:42:50 |                                             |
| 22. Mai 2016  | 1    | Ironman 70.3 Barcelona  | Barcelona      | 04:04:55 |                                             |
| 9. Mai 2015   | 2    | Ironman 70.3 Mallorca   | Alcúdia        | 03:59:12 | Zweiter hinter dem Deutschen Andreas Dreitz |
| 25. Apr. 2015 | 3    | Challenge Fuerteventura | Fuerteventura  | 04:04:08 | auf der Halbdistanz                         |

### Triathlon Langdistanz
| Datum/Jahr    | Rang | Wettbewerb                                      | Austragungsort    | Zeit     | Bemerkung                                       |
| ------------- | ---- | ----------------------------------------------- | ----------------- | -------- | ----------------------------------------------- |
| 15. Aug. 2021 | 1    | Ironman Germany                                 | Frankfurt am Main | 07:59:21 | Ironman Europameister                           |
| 27. Apr. 2019 | 1    | Ironman Texas                                   | The Woodlands     | 07:50:55 | neuer Streckenrekord                            |
| 8. Juli 2018  | 2    | Ironman Germany                                 | Frankfurt am Main | 08:08:15 | Zweiter bei den Ironman European Championships  |
| 14. Okt. 2017 | 8    | Ironman Hawaii                                  | Hawaii            | 08:18:21 |                                                 |
| 9. Juli 2017  | 3    | Ironman Germany                                 | Frankfurt am Main | 07:50:16 | Ironman European Championship                   |
| 2. Okt. 2016  | 1    | Ironman Barcelona                               | Calella           | 07:55:28 | neuer Streckenrekord                            |
| 21. Aug. 2016 | 1    | Ironman Copenhagen                              | Kopenhagen        | 07:49:18 | persönliche Bestzeit und schwedischer Rekord    |
| 29. Nov. 2015 | DNF  | Ironman Mexico                                  | Cozumel           | –        |                                                 |
| 15. Aug. 2015 | 1    | Ironman Sweden                                  | Kalmar            | 08:08:05 |                                                 |
| 27. Juni 2015 | 5    | ITU Long Distance Triathlon World Championships | Motala            | 04:56:40 | Triathlon-Weltmeisterschaft auf der Langdistanz |
| 7. Dez. 2014  | 2    | Ironman Western Australia                       | Busselton         | 08:12:10 |                                                 |
| 27. Sep. 2014 | 1    | Ironman Malaysia                                | Langkawi          | 08:41:53 |                                                 |

(DNF – Did Not Finish)